# 伍婉華
伍婉華（1967年3月20日—），台灣氣象學家，現任職於交通部中央氣象署氣象預報中心簡任技正。畢業於北一女中、中國文化大學大氣科學系學士、國立中央大學大氣物理研究所碩士。曾任職交通部中央氣象局秘書室簡任技正、氣象衛星中心簡任技正、第一組第二科科長、氣象預報中心技正、資深預報員。
伍婉華為家中長女，父親是浙江溫州市平陽縣人，母親為音樂老師，1997年與同在氣象預報中心任職的陳怡良結婚，育有一女二子，也經常主持每日氣象說明，與颱風警報記者會。